# Canton de Triel-sur-Seine
Le canton de Triel-sur-Seine est une ancienne division administrative française, située dans le département des Yvelines et la région Île-de-France.

## Composition
Le canton de Triel-sur-Seine  comprenait 3 communes jusqu'en mars 2015 :
- Triel-sur-Seine : 11 957 habitants,
- Verneuil-sur-Seine : 15 524 habitants,
- Vernouillet :  9 399 habitants (2010).

## Représentation
| Période | Période | Identité                            | Étiquette             | Qualité                                                                        |
| ------- | ------- | ----------------------------------- | --------------------- | ------------------------------------------------------------------------------ |
| 1967    | 1976    | Léon Robert                         | SFIO puis PS puis DVG | Maire de Verneuil-sur-Seine (1971-1977)                                        |
| 1976    | 1982    | Marcel Moulin                       | PS                    | Ingénieur Maire de Vernouillet (1968-1983)                                     |
| 1982    | 2001    | Jacques Massacré, dit Jacques Marsa | RPR                   | Danseur, chorégraphe, maitre de ballet Maire de Verneuil-sur-Seine (1989-2001) |
| 2001    | 2008    | Marie-Hélène Lopez-Jollivet         | PS                    | Maire de Vernouillet (2005-2014)                                               |
| 2008    | 2015    | Philippe Tautou                     | UMP                   | Proviseur Maire de Verneuil-sur-Seine (2001-2020)                              |

## Démographie
| 1968   | 1975   | 1982   | 1990   | 1999   | 2006   | 2011   | 2012   |
| ------ | ------ | ------ | ------ | ------ | ------ | ------ | ------ |
| 18 912 | 23 100 | 25 609 | 30 790 | 35 106 | 36 481 | 36 416 | 36 104 |